# Chronologie de Barcelone
Ce qui suit est une chronologie de l'histoire de la ville de Barcelone, capitale de la Catalogne, en Espagne.
Cette liste est dynamique en ce qu'elle évolue régulièrement et ne sera peut-être jamais complète. Vous pouvez la compléter en citant des sources fiables.

## Antiquité
- 218 avant J.C. - Comptoir de Barcino établi par Hamilcar Barca, général et homme d'État carthaginois[1],[2].
- 133 avant J.C. - Romains au pouvoir : Colonia Paterno Barcino fondée[1].
- IIè au IVè siècle - Construction de la muraille romaine de la ville.
- 343 - Évêché établi[2].
- 414 - Le roi Wisigoth Ataulphus siège à Barcelone[3].

## Avant leXIXesiècle
- 713 - Les Arabes au pouvoir[2].
- 801 - Siège de Barcelone, les Francs reprennent la ville[2]. Comté de Barcelone établi.
- 874 - Les comtes de Barcelone règnent en monarques indépendants[2].
- 897 - Guilfred le Velu, comte de Barcelone, meurt avec ses fils héritant de ses biens au lieu d'une nomination du roi des Francs, mettant fin au règne des Francs. Construction du monastère Sant Pau del Camp.
- 1164 - Union dynastique de Barcelone avec l'Aragon (grand associé)[4].
- 1177 - Début de la construction de l'église et du monastère de Santa Ana.
- 1243 - Construction des Arsenaux royaux (date approximative)[2].
- 1258 - Publication du Consolat de Mar (code juridique maritime). [2]
- 1298 - Début de la construction de la cathédrale de Barcelone[1].
- 1326 - Fondation du Monastère de Pedralbes.
- 1359 - Juin : Bataille de Barcelone (1359).
- 1378 : Construction de la Casa Consistorial[2].
- 1383 : Achèvement de l'église Sainte-Marie-de-la-Mer.
- 1384 : Construction de la Loge de Mer (salle de ventes pour les marchands)[2].
- 1391 : Construction de l'église Santa Maria del Pi[3].
- 1392 : Horloge publique installée (date approximative)[5].
- 1400 : Création d'une faculté de médecine[2].
- 1401 :
  - Création de la taula de canvi (banque publique)[6].
  - Hôpital général actif[2].
- 1402 : Première pierre de l'Hôpital de la Sainte-Croix.
- 1448 : Achèvement de la cathédrale de Barcelone[2].
- 1450 - Fondation de l'Université de Barcelone[2].
- 1473 - Presse à imprimer en service[7].
- 1474 - Début de la construction du Moll de la Santa Creu (quai)[2].
- 1493 - La description publiée par Christophe Colomb de son voyage transatlantique devient un best-seller à Barcelone[8].
- 1529 - Charles Quint et le pape Clément VII signent un traité à Barcelone[9].
- 1609 - Création de la Banque de Barcelone[6].
- 1641 - janvier : Bataille de Montjuïc.
- 1651 - juillet : début du siège de Barcelone.
- 1652 - Prise de la ville par les Espagnols.
- 1697 - Août : Siège de Barcelone (1697) : victoire française.
- 1705 - Septembre-octobre : Siège de Barcelone (1705): victoire espagnole.
- 1706 - avril : Siège de Barcelone (1706)[4].
- 1708 - Création de l'opéra de Caldara Il più bel nome[10].
- 1713 - juillet : début du siège de Barcelone (1713–14).
- 1715 - Citadelle de Barcelone construite pour réprimer les révoltes catalanes[2].
- 1764 - Fondation de l'Académie royale des sciences et arts de Barcelone.
- 1775 : Inauguration du cimetière du Poblenou.
- 1792 - Construction de la Douane[2].

## XIXesiècle
- 1809 : Invasion de l'armée napoléonienne[2].
- 1833 : La ville devient capitale de la nouvelle province de Barcelone[2].
- 1834 : Sociedad Económica Barcelonesa de Amigos del País (es) établie[11].
- 1842 : Bombardement de Barcelone (1842)[4].
- 1847 :
  - Inauguration du Grand théâtre du Liceu sur La Rambla.
  - Agrandissement de la mairie de Barcelone[1].
- 1848
  - Mise en service de la ligne de chemin de fer Mataró-Barcelone[3].
  - Création de l'Institut Industriel de Catalogne[3].
- 1854 - Murs de la ville démantelés (date approximative)[12].
- 1857 - Population : 183 787[13].
- 1859 - Début des Jeux floraux[9].
- 1862 - Ouverture de la Gare du Nord.
- 1863 - Inauguration du Teatre Romea.
- 1869 - 25 septembre : « Insurrection républicaine »[9].
- 1876 - Inauguration du Mercat del Born.
- 1877 - Création du Parc de la Ciutadella à l'emplacement de l'ancienne citadelle.
- 1881 : 
  - Parution du journal La Vanguardia.
  - Première de Joan Goula dans l'opéra en langue catalane A la voreta del mar[10].
- 1882 
  - Début de la construction de la cathédrale Sagrada Família, œuvre d'Antoni Gaudi[14].
  - Inauguration du Marché de Sant Antoni, le plus grand marché de la ville.
- 1883 : Ouverture du cimetière de Montjuïc.
- 1887 - Population : 272 481[4].
- 1888 
  - Exposition universelle de Barcelone[1] : construction de l'Arc de Triomphe et du Château des trois dragons.
  - Erection de la colonne Christophe Colomb.
- 1891 :
  - Construction du Palais Güell par Antoni Gaudí.
  - Formation du chœur de l'Orfeó Català.
- 1892 : Ouverture du Zoo de Barcelone.
- 1896 : Pablo Picasso peint le tableau Plage de la Barceloneta.
- 1897 :
  - Aménagement du quartier de l'Eixample d'Ildefons Cerdà.
  - Ouverture du café Els Quatre Gats par Pere Romeu et Ramon Casas, lieu éminent du modernisme catalan, dans le quartier gothique de la Vieille ville[14].
- 1899 : Création du Futbol Club Barcelona.
- 1900 :
  - Création du club sportif RCD Espanyol de Barcelone
  - Première exposition d'art de Pablo Picasso[15].
  - Population : 533 000[2].

## XXesiècle
- 1901 :
  - Mise en service du Funiculaire du Tibidabo et ouverture du Parc d'attractions du Tibidabo.
  - Lliga Regionalista fondée et basée dans la ville.
- 1902 : Début de la construction de l'hôpital de Sant Pau, œuvre de Lluís Domènech i Montaner.
- 1903 : Construction du Palau Robert sur le Passeig de Gràcia.
- 1904 : Inauguration de l'Observatoire Fabra sur la montagne du Tibidabo.
- 1905 : Plan de Léon Jaussely pour la ville[1].
- 1906 :
  - Achèvement de la Casa Batlló, œuvre d'Antoni Gaudí;
  - Le Centre Nacionalista Republicà et Solidaritat Catalana ont leur siège dans la ville[16].
  - Congrès de la langue Catalane[16].
- 1907 : 
  - Création par Carme Karr de la revue féministe Feminal;
  - Pablo Picasso peint à Paris l'œuvre Les Demoiselles d'Avignon inspirée de son souvenir de la rue d'Avinyó située dans le quartier gothique.
- 1908 :
  - Le Parti républicain Radical installe ses locaux dans la ville[16].
  - Ouverture de la salle de concert du Palais de la musique catalane.
  - Inauguration du Palais de Justice.
- 1909 : 
  - Juillet : Semaine Tragique[1]'[17].
  - Création de l'institution de La Bonne par l'universitaire Francesca Bonnemaison i Farriols.
- Manifestation de femmes organisée à Barcelone par Ángeles López de Ayala et ses camarades en 1910.
- 1910 :

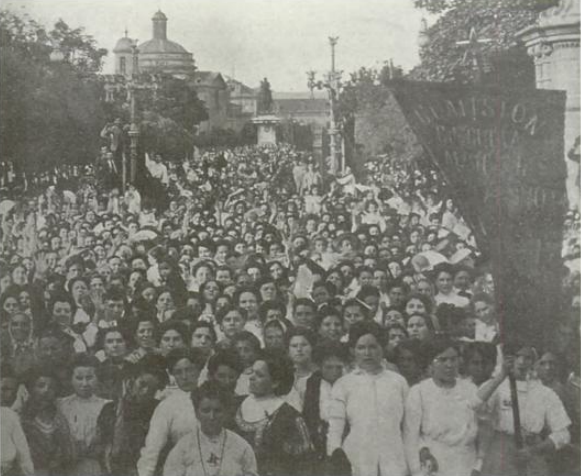
Manifestation de femmes organisée à Barcelone par Ángeles López de Ayala et ses camarades en 1910.

  - Manifestation pour les droits des femmes organisée par Ángeles López de Ayala.
  - Confédération nationale du Travail espagnole fondée à Barcelone[16]'[18].
  - Les Arts i les Artistes formé[16].
  - Gaudi construit la Casa Milà[19].
- 1913 :
  - Construction du Marché de Sants.
  - Fondation de l'Escola Catala d'Art Dramatic[16].
- 1914 :
  - Bibliothèque nationale de Catalogne ouverte au public[16].
  - Ouverture du Park Güell d'Antoni Gaudí.
  - Construction des Arènes La Monumental.
- 1918 : Ouverture de l'Hôtel Majestic.
- 1919 : Danone implante son usine sur la commune [20].
- 1919 : Grève de la Canadenca, pour la journée de travail de huit heures.
- 1920 : Population: 710 335[13].
- 1921 : 8 mars : Le politicien Eduardo Dato Iradier est assassiné.
- 1922 :
  - Publication du journal Publicat;
  - Ouverture du cinéma Pathé[21].
  - Les Archives historiques de Barcelone ouvrent dans la Casa de l'Ardiaca.
- 1923 
  - Inauguration du complexe cinématographique Coliseum.
  - 13 septembre : Coup d'état : début de la dictature de Primo de Rivera.
- 1924 : Le métro de Barcelone ouvre.
- 1925 : Première exposition d'art de Salvador Dalí[16].
- 1926 : Inauguration du palais royal de Pedralbes, destiné à accueillir la famille royale.
- 1928 : 
  - Fondation du Club féminin et sportif de Barcelone par Teresa Torrens et Enriqueta Sèculi.
  - Destruction des Quatre Colonnes de Montjuïc, œuvre de Josep Puig i Cadafalch, par la dictature de Primo de Rivera
- 1929 :
  - Exposition internationale de Barcelone ; construction du Palais National.
  - Ouverture du Poble espanyol, œuvre des architectes Francesc Folguera et Ramon Reventós à Montjuïc.
  - Inauguration du Théâtre grec de Montjuïc.
  - Inauguration de l'école Massana, dans l'ancien hôpital de la Sainte-Croix, dans le quartier du Raval.
- 1930 : 
  - Population: 1 005 565[13].
  - Création du Jardin Botanique.
  - Installation de la sculpture Le Baiser de la Mort, œuvre de l'art déco finissant de l'artiste Jaume Barba, au cimetière du Poblenou.
- 1931 : 
  - 14 avril : début de la Seconde république.
  - Juillet : création du Lyceum club par Aurora Bertrana, Maria Pi Ferrer et Enriqueta Sèculi.
  - Création de l'université féminine Residència Internacional de Senyoretes Estudiants dans le Palais de Pedralbes.
  - Mise en service du Téléphérique du port de Barcelone.
- 1932 :
  - Débuts de la Fira de Barcelona.
  - Plan pour la ville de Le Corbusier[1].
- 1933 : 
  - Ouverture du Boadas bar[22];
  - Juin: départ de la croisière universitaire en Méditerranée depuis le port de Barcelone
- 1934 : 
  - Février: élection de Carles Pi i Sunyer, maire de Barcelone;
  - Ouverture du Cine Verdi[21];
  - La sportive Anna Maria Martínez Sagi devient la première femme dirigeante du FC Barcelone.
- 1936 :
  - Février : Fondation à Barcelone du Front des gauches (4 février), puis élection du Front populaire (16 février)
  - Juillet : Organisation des Olympiades populaires, à Montjuïc, en protestation aux Jeux Olympiques de Berlin d'Hitler.
  - Juillet : Début de la guerre d'Espagne.
  - Août : prise de vue de l'œuvre Soldate républicaine à Barcelone de la photographe allemande Gerda Taro, sur la plage du Somorrostro.
  - Ouverture du Cine New-York[21].
- 1937 : Journées de Mai à Barcelone[17].
- 1938 : Mars : Bombardements de Barcelone par les nationalistes.
- 1939 : Invasion de Barcelone par les nationalistes, prise de pouvoir de Franco par la force en Espagne[23] et début de la dictature franquiste.
- 1940 : Exécution du président Lluís Companys par les franquistes, au Fossar de la Pedrera, près du château de Montjuïc.
- 1943 : Inauguration du Musée d'histoire de Barcelone[19].
- 1955 : Fermeture de la prison pour femmes de Les Corts.
- 1957 : Le stade du Camp Nou du FC Barcelone ouvre ses portes.
- 1963 : Ouverture du Musée Picasso[19] dans la rue Montcada.
- 1967 : Ouverture de l'EINA, Centre universitaire de design et d'art de Barcelone, par le couple d'artistes Albert Ràfols-Casamada et Maria Girona i Benet.
- 1968 : Instituto Politécnico Superior[24] établi[25].
- 1970 : 
  - Mise en service du Téléphérique de Montjuïc.
  - Population: 1 745 142 habitants[13].
- 1974 :
  - Barcelona Metropolitan Corporation créée[26].
  - Construction de la Fondation Joan Miró, à Montjuïc[19].
- 1976 : Le Festival Grec de Barcelone débute au Théâtre grec de Montjuïc.
- 1978 : Inauguration du Centre international de Photographie de Barcelone.
- 1982 : Pasqual Maragall est élu maire de Barcelone.
- 1985 : Inauguration du mémorial du Fossar de la Pedrera et du mausolée du président Lluís Companys, à Montjuïc, œuvres de l'architecte Beth Galí.
- 1987 : 
  - Création du Parc de la Creueta del Coll qui expose la sculpture Elogi de l'Aigua d'Eduardo Chillida;
  - Ouverture des tunnels de la Rovira sous la montagne du Turó de la Rovira.
- 1987 : Inauguration du centre Arts Santa Mònica, sur la Rambla;
- 1989 - Institut Européen pour la Méditerranée établi dans la ville[27].
- 1990 : Population: 1 707 286 habitants.
- 1991: Ouverture des tunnels de Vallvidrera sous le massif de la Collserola.
- 1992 : Les Jeux Olympiques d'été de 1992 et Jeux paralympiques se tiennent dans la ville[23] : aménagement de l'Anneau olympique, construction du stade olympique, du Palau Sant Jordi, du Port olympique et de la tour de télécommunications de Montjuïc.
- 1995 : 
  - Université ouverte de Catalogne en fonction[27].
  - Ouverture du Musée d'Art contemporain.
  - Inauguration de l'Aquarium de Barcelone à Port Vell.
- 1996 : Ouverture du Théâtre national de Catalogne, œuvre de Ricardo Bofill.
- 1997 : Joan Clos devient maire.
- 1999 : 
  - Ouverture de la salle de concert L'Auditori, œuvre de Rafael Moneo.
  - Inauguration du nouveau Jardin botanique de Barcelone.
  - Finale de la Champions League au Camp Nou.

## XXIesiècle
- 2002 : Inauguration du centre culturel CaixaForum dans l'ancienne fabrique textile Casaramona, sur l'avenue de la Reine Marie-Christine.
- 2003 : mort du célèbre gorille albinos Flocon de Neige (Floquet de Neu) au zoo de Barcelone, dans le parc de la Ciutadella.
- 2004 :
  - Inauguration du nouveau tramway de Barcelone.
  - Septembre : tenue du Forum urbain mondial.
  - Organisation du Forum universel des cultures dans le parc del Fòrum.
  - Création de l'Institut d'études internationales de Barcelone[27].
- 2005 : 
  - 7 œuvres de Gaudi sont inscrites sur la liste du Patrimoine Mondial de l'UNESCO.
  - Inauguration de la tour Agbar (aujourd'hui : tour Glories), œuvre de Jean Nouvel.
- 2006 : Jordi Hereu devient maire.
- 2007 : Lancement du programme de vélos en libre-service Bicing[28].
- 2008 : Inauguration de la ligne ferroviaire à grande vitesse Madrid-Barcelone.
- 2009 : Construction de l'hôtel W Barcelona sur la plage de Sant Sebastià, dans le vieux port de Barcelone, œuvre de Ricardo Bofill.
- 2010
  - 10 juillet : manifestation pour l'autonomie catalane de 2010.
  - Relation de jumelage établie avec San Francisco, en Californie[29].
  - 19 octobre : création du parc naturel de Collserola, le plus vaste parc urbain au monde (8260 hectares)
- 2011 :
  - Création de Caixabank.
  - Xavier Trias élu maire[30].
  - Population : 1 620 943.
- 2012 - 11 septembre : Manifestation pour l'indépendance de la Catalogne[23].
- 2015 - 24 mai : élection du conseil municipal de Barcelone, tenue en 2015 ; Ada Colau élue maire.
- 2016 - Achèvement de la ligne 9 du métro de Barcelone reliant la ville à l'aéroport.
- 2017 : 
  - 27 avril : Inauguration du nouveau siège de l'école Massana, œuvre de l'architecte Carme Pinós
  - 9 juin : Fermeture de la prison Model[31].
  - 17 et 18 août : attentats terroristes islamistes[32].
- 2017 - Le Parlement de Catalogne proclame l'indépendance de l'Espagne.
- 2019 - Marches pour la Liberté à la suite du jugement de la Cour Suprême espagnole condamnant les indépendantistes catalans.
- 2023 : Election de Jaume Collboni en tant que maire de Barcelone.
- 2024 : la ville accueille la compétition nautique de la Coupe de l'America[33].
- 2026 : Barcelone accueille le départ du Tour de France de cyclisme[34].